# Devin Haen
Devin Haen (* 18. Juni 2004 in Winterswijk) ist ein niederländischer Fußballspieler.
Der Stürmer spielte bis 2013 bei einem kleinen Verein in der Achterhoek-Region und wechselte dann zu BV De Graafschap. Nachdem er in der Saison 2024/25 nach einem Wechsel zu Feyenoord Rotterdam als Leihspieler für den FC Dordrecht aktiv gewesen war, wechselte er im Sommer 2025 zu Willem II Tilburg. Des Weiteren war Haen in den Jahren 2021 und 2022 Nachwuchsnationalspieler der Niederlande.

## Karriere im Fußball

### Vereinsfußball
Devin Haen wurde in Winterswijk, einem in der Nähe der deutschen Grenze gelegener Ort in der Region Achterhoek der Provinz Gelderland, geboren und trat während seiner Kindheit dem R.K. Zieuwentse Voetbalclub (R.K.Z.V.C.) aus Zieuwent unweit seines Geburtsortes bei. Dort spielte er bis zum Jahr 2013, bevor er schließlich in die Jugendabteilung von BV De Graafschap wechselte. Dort erhielt Haen im Mai 2021 einen Profivertrag, der bis zum 1. Juli 2024 gültig ist. Am 7. August 2021 gab er im Alter von 17 Jahren bei der 0:3-Niederlage im Zweitligaspiel gegen Roda JC Kerkrade sein Profidebüt. Während der Saison 2021/22 kam Devin Haen in 24 Partien – nur sechsmal in der Startelf – zum Einsatz und schoss drei Tore; parallel spielte er in dieser Spielzeit noch für die U21-Mannschaft des Vereins. BV De Graafschap war während der Saison zwischenzeitlich Tabellenzweiter und belegte schlussendlich den neunten Platz, da aber Jong Ajax – die zweite Mannschaft von Ajax Amsterdam – den siebten Platz belegte, jedoch nicht aufstiegsberechtigt ist, nahm BV De Graafschap an den Auf-und-Abstiegs-Play-offs teil. Dort schied der Verein in der ersten Runde gegen den FC Eindhoven aus. Auch in der Saison 2022/23 kam Haen nicht immer zum Einsatz und erzielte in 29 Spielen acht Tore.
Nachdem er auch in der Saison 2023/24 mit De Graafschap in den Aufstiegs-Playoffs gescheitert war, wechselte Haen im Sommer 2024 zu Feyenoord Rotterdam und wurde von dort unmittelbar an den FC Dordrecht verliehen. Mit Dordrecht erreichte er das Halbfinale der Aufstiegs-Playoffs, scheiterte jedoch an Willem II Tilburg. Zu letzterem Klub wechselte Haen im Juli 2025.

### Nationalmannschaft
Devin Haen gab entweder am 6. September 2021 beim 5:0-Sieg im Testspiel in ’s-Gravenzande gegen Italien oder am 12. Oktober 2021 beim 4:2-Sieg im Testspiel in Wels gegen Österreich sein Debüt für die niederländische U18-Nationalmannschaft. Er spielte für diese Altersklasse bis März 2022 und kam zu fünf Einsätzen. Für die U19-Auswahl der Niederlande absolvierte er im Jahr 2022 sechs Einsätze, in denen er einen Treffer erzielen konnte.